# Éric Gilli
Pour les articles homonymes, voir Gilli.
Éric Gilli est un karstologue et spéléologue français né en 1957. Il est professeur à l'Université Paris 8 et membre de la Société des Explorateurs Français.

## Recherches
Ses principaux thèmes de recherche sont :
- les grandes salles souterraines (La Verna, Sarawak) ;
- les enregistrements de séismes, tsunamis et mouvements de failles dans les grottes[3],[4] ;
- les sources d'eau douce sous-marines (Port Miou)[4].

Il a étudié et exploré les grottes et zones karstiques de nombreux pays (États-Unis, Europe, Islande, Inde, Bornéo, Papouasie, Madagascar, Chine, Brésil, Costa Rica, Belize, Guatemala, Haïti, République Dominicaine, Turquie, Maroc, Tunisie, Algérie, …).
Il a découvert la spéléologie en 1974. Après une maîtrise de géologie à Nice en 1980, un DEA de karstologie à Aix chez J. Nicod en 1981, il a soutenu en 1984 une thèse de géologie sur les grandes salles souterraines , à l’Université de Provence (Marseille 1) avec C. Rousset et G. Guieu, grâce à un financement d’EDF et sous la direction de R. Thérond, spécialiste de l’hydrogéologie des barrages en site karstique. En 1985 il a créé un cabinet de géologie appliquée (études de fondations et hydrogéologie) tout en poursuivant des recherches fondamentales en karstologie. En 1998 il a obtenu à l’Université de Provence Marseille 1 une habilitation à diriger des recherches (HDR) en présentant un mémoire sur ses travaux en karstologie appliquée. Il a été recruté au département de géographie de l'Université Paris 8 en 2001.
Hormis une centaine d'articles scientifiques, Gilli a publié plusieurs ouvrages sur la spéléologie dans la collection Que-sais-je ?, qui ont été favorablement accueillis, ainsi que des ouvrages sur l'hydrogéologie,,et la karstologie,. Il a été nommé en 1987 et lauréat associé en 1996 pour les Rolex Awards for Enterprise,. 
En 2013, il a découvert un tunnel du fleuve Halys (Turquie) qui pourrait être la dérivation citée par Hérodote qu'aurait utilisé le roi lydien Crésus pour attaquer son voisin perse Cyrus II en 550 av J.C.
Il est impliqué depuis 2010 dans la vie politique niçoise en s'opposant au projet de tramway souterrain à Nice. Il a été candidat aux élections législatives de 2017 ,.